# تینوروسور
تینوروسور (نام علمی: Teinurosaurus) نام یک سرده از راسته خزنده‌کفلان است.